# Heliconius callicopis
Heliconius callicopis är en fjärilsart som beskrevs av Pieter Cramer 1777. Heliconius callicopis ingår i släktet Heliconius och familjen praktfjärilar. Inga underarter finns listade i Catalogue of Life.